# Елатонцев, Кирилл Романович
Кири́лл Рома́нович Елато́нцев (род. 12 июля 2002, Красноярск) — российский баскетболист, играющий на позиции центрового.

## Карьера
Елатонцев в детстве увлекался тхэквондо, но в конечном итоге решил заниматься баскетболом. Его первый тренер — Андрей Андреевич Ващенко.
В 2016 году присоединился к системе баскетбольного клуба «Локомотив-Кубань». Выступал за молодёжную команду «Локомотив-Кубань-2». В её составе стал чемпионом и серебряным призёром Единой молодёжной лиги ВТБ. В 2021 году был признан самым ценным игроком регулярного сезона, а в 2023 году самым ценным игроком «Финала четырёх».
С 2021 года начал принимать участие в матчах Суперлиги за «СШОР-Локомотив-Кубань».
За основную команду дебютировал в сезоне 2020/2021. В июне 2022 года Кирилл официально перешёл в основной состав «Локомотива-Кубань».
По итогам сезона 2022/2023 стал стал серебряным призёром Единой лиги ВТБ и чемпионата России.
В сентябре 2023 года Кирилл стал серебряным призёром Суперкубка Единой лиги ВТБ.
В июле 2024 года Елатонцев подписал новый контракт с «Локомотивом-Кубань» по схеме «3+2».
В сезонах 2023/2024 и 2024/2025 признавался лучшим молодым игроком Единой лиги ВТБ.

## Сборная России
В июле-августе 2021 года, в составе юношеской сборной России (до 20 лет), Елатонцев принял участие в Еврочелленджере.
В январе 2023 года впервые принял участие в просмотром сборе сборной России.

## Достижения
- Серебряный призёр Единой лиги ВТБ: 2022/2023
- Серебряный призёр Суперкубка Единой лиги ВТБ: 2023
- Серебряный призёр чемпионата России: 2022/2023
- Чемпион Единой молодёжной лиги ВТБ: 2022/2023
- Серебряный призёр Единой молодёжной лиги ВТБ: 2020/2021